# Повстання планети мавп
«Повстання планети мавп» (англ. Rise of the Planet of the Apes) — американський науково-фантастичний фільм, знятий режисером Рупертом Ваяттом. Стрічка заснована на однойменному романі французького письменника П'єра Булля. Фільм був номінований на премію Оскар за найкращі візуальні ефекти. Має два продовження: Світанок планети мавп (2014) та Війна за планету мавп (2017).

## Сюжет
Фільм починається зі сцени, коли в джунглях мисливці ловлять мавп і відвозять їх кудись в ящиках. В сучасному Сан-Франциско в компанії «Дженсіс» молодий вчений Вілл Родман проводить генетичні експерименти над мавпами, шукаючи ліки проти хвороби Альцгеймера. Самиця шимпанзе №9, якій дали кличку Світлоока, зуміла втекти з лабораторії. Її вбивають, після чого керівництво проєкту приймає рішення призупинити експеримент як небезпечний. Колега Вілла Роберт Франклін виявляє, що Світлоока захищала мавпеня, адже вона була вагітна. Роберт вмовляє Вілла взяти дитинча до себе, сказавши, що пошукає йому розплідник. Незабаром Вілл виявляє у шимпанзе дивовижні для його віку здібності і розуміє, що ліки, які вводили його матері, вплинули і на дитинча. Вчений залишає шимпанзе вдома як домашнього улюбленця та називає його Цезарем. В цей час його батько Чарльз має синдром Альцгеймера. Вілл краде з лабораторії експериментальні вірусні ліки для нього.
Через п’ять років Цезар навчився спілкуватися з Віллом жестовою мовою. Коли шимпанзе цікавиться звідки він взявся, Вілл розповідає йому про лабораторію і Світлооку. Хвороба Чарльза повертається, коли він вступає через це з сусідом у бійку, Цезар нападає на сусіда. Служба з контролю над тваринами забирає мавпу в притулок для приматів. Попри обіцянку скоро повернутися, Вілл не може цього зробити. Цезар же опиняється в клітці, як і інші мавпи.
Вчений розробляє нові ліки, які не тільки лікують хворобу Альцгеймера, але й підвищують розумові здібності, але Чарльз вмирає. Керівник «Дженсіс», де працює Вілл, зацікавлюється новими ліками і замовляє нову партію мавп, досліди з якими проходять успішно.
В притулку мавпи помічають незвичайність Цезаря. Той, користуючись своїм інтелектом, стає вожаком серед решти мавп. Побачивши як тварин забирають в «Дженсіс», Цезар заводить друзів, яких вночі випускає погуляти. Вілл підкупляє власника притулку аби повернути Цезаря, але той не бажає з ним іти. Вночі шимпанзе вибирається на свободу і краде в Вілла зразки ліків, які дає іншим мавпам. Тим часом керівник «Дженсіс» заради прибутку налагоджує масовий випуск нових вірусних ліків, не знаючи, що для людей (на відміну від мавп, на яких ставилися експерименти) вони смертельні.
Цезар виманює наглядача та влаштовує втечу. Мавпи випадково вбивають одного співробітника, садять у клітку іншого і вириваються з розплідника. Мавпи звільняють родичів з лабораторії і зоопарку та озброюються. Цезар вирішує відправити своїх побратимів до заповідника, де він у дитинстві гуляв з Віллом. Проходячи через міст «Золоті Ворота» примати потрапляють в засідку, але все ж завойовують заповідник. Вілл прибуває туди ж зупинити повстання і каже Цезарю, щоб він поїхав додому. Цезар словами відповідає йому «Цезар дома». Мавпи залишаються в заповіднику, який і став їхнім новим домом.
Сусід Вілла, який заразився вірусом, прибуває в аеропорт, з чого починається поширення смертельної для людей хвороби по всьому світу.

## У ролях
- Джеймс Франко — Вілл Родман
- Енді Серкіс — Цезар
- Фріда Пінто — Керолайн Аран
- Джон Літгоу — Чарльз Родман
- Браян Кокс — Генк Лендон
- Том Фелтон — Додж Лендон
- Девід Оєлово — Стів Джейкобс
- Чела Горсдел — Ірена
- Тайлер Лебін — Роберт Франклін
- Девід Г'юлетт — Гансікер
- Джеймі Гарріс — Родні

## Виробництво
Зйомки почалися 10 липня 2010 року в Ванкувері (Канада). Зйомки також проходили в Сан-Франциско та поблизу Оаху.

## Цікаві Факти
- На відміну від попередніх фільмів серії, мавпи у фільмі створені за допомогою використання цифрової CGI технології.
- Виробництвом спецефектів для фільму займалася компанія Weta Digital, що працювала над фільмами «Аватар», «Кінг-Конг» і трилогією «Володар перснів».
- На роль Вілла, якого зіграв Джеймс Франко, розглядався Тобі Магуайр. Обидва актори знімалися разом у трилогії Сема Реймі «Людина-павук».
- Актор Енді Серкіс, який виконав роль Цезаря, зображував мавпу в іншому фільмі «Кінг-Конг» режисера Пітера Джексона.